# Panama (canção)
"Panama" é uma canção de hard rock do grupo musical dos Estados Unidos Van Halen. "Panamá", para os amantes da Guitarra, é uma música com afinação meio tom abaixo. Conta com técnicas de baixo-pedal, two hand tappin, alavanca, bends, harmônicos naturais e artificiais, deslizados de palhetas etc... Realmente uma música marcante. O Vocal de David Lee Roth, chamado por muitos de "rasgado", se encaixa com o estilo.  
É o terceiro single a ser lançado do álbum 1984, os dois primeiros sendo "Jump" e "I'll Wait", e o quarto e último, "hot for teatcher. 
No ano de 2016, esta canção voltou a ganhar destaque após a publicação de documentos financeiros conhecidos por Panama Papers. A similaridade de nomes fez os internautas lembrarem desta faixa, e por isso ela foi três vezes mais buscada no Google do que a média histórica.

## Desempenho nas paradas musicais
| Parada musical (1984)              | Melhor posição |
| ---------------------------------- | -------------- |
| Canadá (RPM 100 Singles)           | 15             |
| Estados Unidos (Billboard Hot 100) | 13             |
| Irlanda (IRMA)                     | 30             |
| Reino Unido (UK Singles Chart)     | 64             |